# Ucranianos en el óblast de Bélgorod
Los ucranianos en el óblast de Bélgorod (en ucraniano: Українці Білгородщини) es un grupo dentro de los ucranianos que han habitado o habitan el óblast de Bélgorod en Rusia, siendo una de las comunidades nacionales más grandes que se ha formado históricamente y ha hecho una contribución significativa al desarrollo y desarrollo de esta región.
Históricamente, los ucranianos se asentaron en el territorio de la moderna región de Bélgorod en el siglo XVII durante el reinado de Alejo I de Rusia como la segunda ola de colonización y desarrollo la Ucrania Libre (los territorios de las modernas regiones de Járkiv, Bélgorod, Kursk y Vorónezh) después de la primera ola de colonización rusa durante el reinado de Boris Godunov.
Durante los siglos XVI al XVIII, esta región limítrofe experimentó una colonización activa, con la fundación de asentamientos cerca de las fortalezas de la línea defensiva de Bélgorod zasechnoy, que bloqueaba el camino de los tártaros de Crimea hacia el estado ruso, los colonos asumieron el deber de guardia y la protección militar de la frontera. En el reinado de Anna de Rusia, de acuerdo con los " Puntos Decisivos " de Daniel el Apóstol, las tierras comenzaron a otorgarse principalmente a inmigrantes de la Orilla Derecha de Ucrania, que estaba bajo el dominio de la Mancomunidad polaco-lituana, que querían recibir tierras gratis.

## Historia

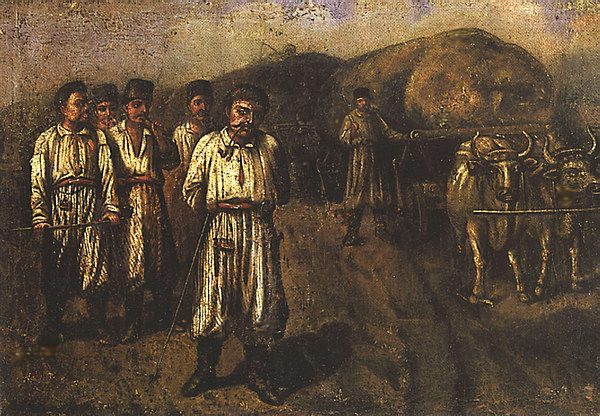
Chumaks. Imagen popular. Ucrania Libre. Lienzo, óleo. Mediados del

Las principales características de la estructura étnica de la población del territorio de la moderna región de Bélgorod se formaron en los siglos XVII y XVIII y permanecieron así hasta finales de los años veinte y treinta. En el proceso de colonización del norte de Ucrania Libre, se enviaron a la región dos flujos étnicos de aproximadamente el mismo tamaño: ruso, desde el norte, desde los territorios de las regiones actuales de Rusia Central, y ucraniano, desde el oeste, principalmente desde el regiones de la margen derecha de Ucrania . Al llegar al territorio de la región de Bélgorod, los rusos y ucranianos se dedicaron al desarrollo y establecimiento de nuevas tierras, en su mayoría sin formar asentamientos compartidos, salvo algunas ciudades fortificadas de mayor tamaño. Según D. Y. Bagaliy, "la influencia y el cambio entre los rusos mayores y los rusos menores fueron mínimos en la Sloboda Ucrania... debido a que vivían en diferentes aldeas y raramente se mezclaban a través de matrimonios". 

También se observaron diferencias significativas en la composición social de los flujos de colonización. Entre los rusos en los siglos XVI-XVII, prevalecían las "personas de servicio" (que luego se convirtieron en la base de la clase de un solo palacio), y en el siglo XVIII y principios del XIX, los siervos, que fueron transferidos por asentamientos enteros para desarrollar tierras concedidas o adquiridas. La colonización ucraniana, por el contrario, tuvo un carácter libre, prácticamente no organizada por nadie, y entre los colonos predominaron los cosacos y el campesinado libre.

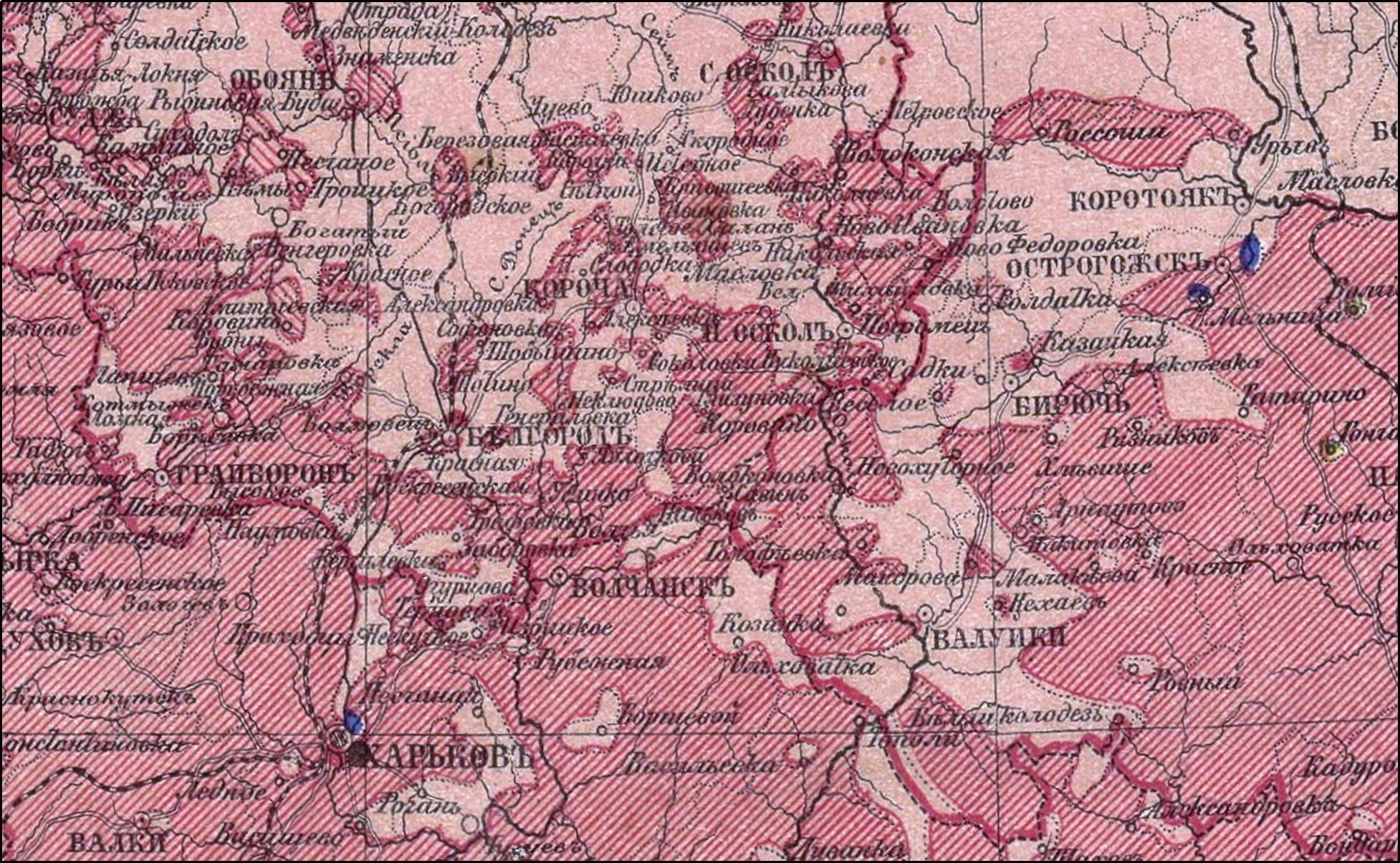
La composición étnica del norte de Ucrania Libre. Fragmento del mapa de A. Rittich (1875)
Leyenda: Color rosa, rusos; color rosa tramado, ucranianos.

El académico Bagaliy declaró que durante el asentamiento de Sloboda Ucrania, “la lucha [entre rusos y ucranianos] no ocurría con poca frecuencia, ya que había una razón permanente para ello: una mezcla de dos administraciones (prikaz-rusa y ucranianos) y dos tipos de colonización. en un solo territorio”. "Cherkesy(ucranianos), como inmigrantes libres de la frontera polaca, que disfrutaban del derecho de paso libre, no querían asumir los deberes que realizaba el personal de servicio de la Gran Rusia". Esto significa que los rusos eran siervos y los ucranianos tenían derechos más libres.
Más tarde, ya en los siglos XVIII-XIX, con la pérdida de la importancia estratégica de la región fronteriza que custodiaba las fronteras del estado ruso, la población ucraniana de Ucrania Libre (Slobozhanshchina), en gran parte compuesta por cosacos, perdió la mayor parte de sus derechos autónomos. y su estrato social más grande - el campesinado - fue completamente esclavizado  .
Al examinar la composición étnico-nacional de la población en el territorio de la región de Belgorod en la época cercana al final del siglo XIX (según el censo de 1897) y poco después del término de la guerra civil (según los censos de 1920 y 1926), a pesar de una coexistencia en la región que abarcó más de tres siglos, las dos comunidades étnicas más prominentes mantuvieron las características fundamentales de su identidad nacional: idioma, tradiciones, cultura material, entre otros aspectos. Esta situación no descarta la mutua influencia entre rusos y ucranianos, que se evidencia principalmente en objetos domésticos y elementos de la vida cotidiana.

El idioma ucraniano en el Imperio Ruso, según el censo de 1897.

En el transcurso del siglo XX, el proceso de formación de la identidad étnico-nacional en la gobernación de Bélgorod (no obstante, las mismas tendencias se aplican igualmente a las gobernaciones de Vorónezh y Kursk) puede dividirse en etapas. La primera de estas etapas abarcó hasta la década de 1930, en la cual se observó un desarrollo continuo pero inercial de las identidades étnicas de dos grupos principales: los rusos y los ucranianos. Estas comunidades vivieron en estrecho contacto económico y social en la región, mientras conservaban sus propias identidades étnicas en sus respectivas comunidades rurales. Por ejemplo, como señala L. N. Chizhikova, "preferían seleccionar parejas dentro de sus propios pueblos. Sin embargo, en caso de no encontrar pareja en su aldea, los ucranianos buscaban cortejar en aldeas ucranianas, sin importar cuán distantes estuvieran, mientras que los rusos hacían lo mismo en aldeas habitadas por rusos" 
Dentro de las fronteras de la región de Bélgorod, según el censo de 1897, la población hablaba dos dialectos: gran ruso y pequeño ruso. A partir de este censo, en la ideología soviética del aislamiento étnico de los pueblos de Rusia, se concluyó que en el territorio de la actual región de Belgorod, vivían  673 166 rusos y 439926 ucranianos.

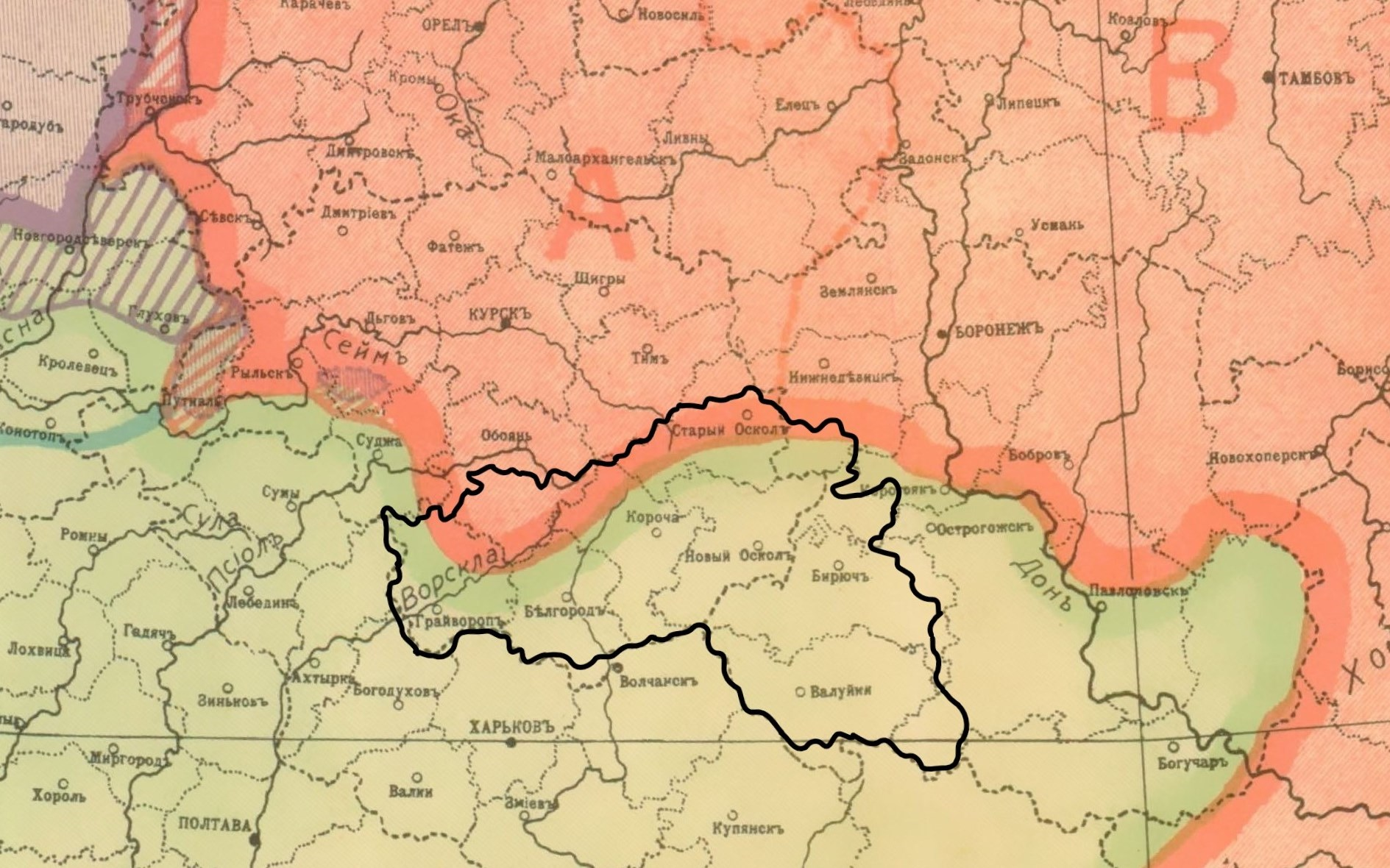
Mapa lingüístico de la lengua rusa del territorio de la región de Belgorod, 1914 (publicación de la Sociedad Geográfica Imperial Rusa). El dialecto del sur de Little Russian está marcado en verde, la línea marca el límite aproximado de la región moderna de Belgorod.

En el período de 1897 a 1926, la proporción de la población rusa y ucraniana en el territorio de la moderna región de Belgorod, a pesar de los trastornos más severos que ocurrieron en estos años, prácticamente no cambió; los rusos suponían el 56 % a finales del siglo XIX y el 58 % en 1926; y los ucranianos 44 % y 42 %, respectivamente.
En la década de 1920, hubo un período de "korenización", cuando, de acuerdo con los principios de igualdad de todos los pueblos y la naturaleza internacional del estado soviético, en áreas con una población predominantemente ucraniana, el trabajo de oficina y el idioma de instrucción fueron transferidos del ruso al ucraniano. Dado que los resultados del censo de 1926 mostraron el predominio de la población ucraniana en el territorio de 11 distritos modernos de la región de Bélgorod (Alekseevsky, Borisovsky, Veydelevsky, Volokonovsky, Graivoronsky, Krasnoyaruzhsky, Krasnensky, Krasnogvardeisky, Novooskolsky, Rovno y Chernyansky), el la práctica de la "indigenización" del aparato administrativo y del sistema educativo cubría casi la mitad del territorio de la actual región de Bélgorod.

## Demografía
La proporción de rusos (grandes rusos) y ucranianos (pequeños rusos) en los censos del Imperio ruso evolucionó de la siguiente forma:
| Uyezd       | 1850   | 1850       | 1897   | 1897       |
| Uyezd       | Rusos  | Ucranianos | Rusos  | Ucranianos |
| ----------- | ------ | ---------- | ------ | ---------- |
| Bélgorod    | 60,0 % | 40,0 %     | 78,0 % | 21,2 %     |
| Biriuch     | 25,9 % | 74,0 %     | 29,2 % | 70,2 %     |
| Valuiki     | 47,0 % | 52,8 %     | 48,6 % | 51,1 %     |
| Gráivoron   | 43,5 % | 56,5 %     | 40,9 % | 58,9 %     |
| Korocha     | 71,2 % | 28,8 %     | 65,3 % | 34,3 %     |
| Novi Oskol  | 34,7 % | 65,3 %     | 48,9 % | 51,0 %     |
| Stari Oskol | 89,0 % | 11,0 %     | 91,3 % | 8,4 %      |
| Total       | 53,0 % | 46,9 %     | 60,1 % | 39.5 %     |

Según el censo ruso de 2010, los porcentajes de ucranianos en los distritos del óblast de Bélgorod son los siguientes:
| Raión                       | Ucranianos (%) |
| --------------------------- | -------------- |
| Ciudad de Bélgorod          | 3,4 %          |
| Raión de Gubkin             | 1,6 %          |
| Raión de Stari Oskol        | 2,3 %          |
| Raión de Alekséyevka        | 1,3 %          |
| Raión de Bélgorod           | 4,8 %          |
| Raión de Borísovka          | 3,1 %          |
| Raión de Valuiki            | 2,0 %          |
| Raión de Véidelevka         | 2,9 %          |
| Raión de Volokónovka        | 1,7 %          |
| Raión de Gráivoron          | 4,4 %          |
| Raión de Ivnia              | 2,3 %          |
| Raión de Korocha            | 2,7 %          |
| Raión de Krásnoye           | 1,2 %          |
| Raión de Krasnogvardéiskoye | 1,0 %          |
| Raión de Krásnaya Yaruga    | 3,1 %          |
| Raión de Novi Oskol         | 2,4 %          |
| Raión de Prójorovka         | 2,9 %          |
| Raión de Rakítnoye          | 2,4 %          |
| Raión de Rovenkí            | 6,9 %          |
| Raión de Chernianka         | 1,9 %          |
| Raión de Shebékino          | 3,5 %          |
| Raión de Yákovlevo          | 3,5 %          |
| Total en el óblast          | 2,8 %          |